# PDO
PDO er en forkortelse for "PHP Data Objects", og er et database-API med et objekt-orienteret fokus. Det fungerer som alternativ til MySQL, MySQLi og lignende tredjeparts database-API'er.
PDO udmærker sig dels ved at være objekt-orienteret, praktisk talt afsikret mod SQL injection og gør det simpelt for udviklere at skifte mellem 13 database-typer. Herunder MySQL, ODBC, MSSQL, mv.